# Hokkaido Nippon-Ham Fighters
Hokkaido Nippon-Ham Fighters (jap. 北海道日本ハムファイターズ Hokkaidō Nippon-Hamu Faitāzu) – japoński klub baseballowy z Sapporo, występujący w zawodowej lidze Nippon Professional Baseball.
Klub powstał w 1946 roku pod nazwą Senators i grała swój pierwszy sezon w Tokio. W późniejszym okresie kilkakrotnie zmieniał nazwę (Tokyu Flyers 1947 ; Kyuei Flyers 1948 ; Tokyu Flyers 1949–1953 ; Toei Flyers 1954–1972 ; Nittaku Home Flyers 1973 ; Nippon-Ham Fighters 1974–2003). Od 2004 r. występuje jako Hokkaido Nippon-Ham Fighters.

## Sukcesy
- Zwycięstwa w Japan Series (3):
1962, 2006, 2016
- Zwycięstwa w Pacific League (7):
1962, 1981, 2006, 2007, 2009, 2012, 2016